# 브루노 (영화)
브루노(Brüno)는 2009년 공개된 미국의 영화이다.
이 영화는 2009년 7월 10일에 개봉되어 비평가들의 대부분 긍정적인 평가를 받았으며 전 세계적으로 1억 3,800만 달러의 수익을 올렸다.

## 줄거리
게이 오스트리아 패션 리포터 브루노 게하트는 밀라노 패션 위크에서 소동을 일으켜 자신의 TV 쇼에서 해고당하고, 남자친구 디젤에게도 버려진다. 유명 할리우드 스타가 되기 위해 조수 룻츠 슐츠와 함께 미국으로 떠난다.
브루노는 영화 '미디엄'에 엑스트라로 출연하려 하지만 실패하고, 폴라 압둘을 인터뷰하려다 그녀가 벗은 멕시코 남성의 몸에 올려진 스시를 보고 도망가게 만든다. 자신의 셀러브리티 인터뷰 파일럿을 제작하지만 반응은 좋지 않다. 정치인 론 폴을 유혹하려다 실패하고, 밀리 바닐리의 롭 필라투스와 교신을 시도하기도 한다. 유명해지기 위해 이스라엘-팔레스타인 분쟁을 선택, 예루살렘으로 가 전직 모사드 요원과 팔레스타인 정치인을 인터뷰하고, 레바논 난민촌에서 무장 단체 지도자를 만나 납치되려고 시도하지만 실패한다.
아동 모델 부모를 인터뷰하고, 토크쇼에서 입양한 아들 O.J.를 공개했다가 사회복지기관에 빼앗기자 절망에 빠진다. 룻츠와 함께 묶인 채로 발견된 후, 이들은 반동성애 시위자들에게 야유를 받고, 알라바마에서 체포된다. 룻츠는 브루노를 사랑한다고 고백하지만 거절당한다.
브루노는 이성애자가 되기 위해 노력하지만 실패하고, 결국 '스트레이트 데이브'라는 가명으로 아칸소에서 격투기 경기를 주최한다. 룻츠가 나타나 브루노와 싸우다 키스하고 옷을 벗자 관중은 충격에 빠진다. 이 장면은 국제적인 주목을 받고, 유명해진 브루노는 룻츠와 결혼하려 하고, O.J.를 다시 찾는다. 마지막으로, 브루노는 여러 유명 가수들과 함께 자선 노래 '비둘기 평화'를 녹음하며 영화가 끝난다.

## 출연

### 주연
- 사챠 바론 코헨
- 구스타프 해마스튼

### 조연
- 클리포드 배너게일
- 치번두 오룩워우
- 치고지 오룩워우
- 조쉬 마이어스
- 토비 호귄
- 로버트 휴에타
- 길버트 로세일즈
- 토머스 로사레스 주니어
- 마코 자비에
- 보노
- 크리스 마틴
- 엘튼 존
- 슬래쉬
- 스눕 독
- 스팅
- 폴라 압둘
- 도미지아노 아칸겔리
- 리처드 베이
- 해리슨 포드
- 브리트니 가스티노
- 존 그랜트 고든
- 데이비드 힐
- 휴 B. 홀럽
- 토드 크리스찬 헌터
- 미쉘 맥라렌
- 론 폴
- 미구엘 샌도발
- 스티븐 사이러스 세퍼
- 알렉산더 본 룬

## 기타
- 공동제작: 존 폴
- 공동제작: 토드 슐만
- 미술: 댄 부츠
- 미술: 데니스 허드슨
- 미술: 데이빗 마투러너
- 의상: 제이슨 알퍼
- Ass-PD: 제이슨 알퍼
- Ass-PD: 조나 힐
- Ass-PD: 제프 샤퍼
- Ass-PD: 데일 스턴
- 세트: 우테 버그크
- 세트: 브릿 우즈